# Copa agelenina
Copa agelenina là một loài nhện trong họ Corinnidae.
Loài này thuộc chi Copa. Copa agelenina được Eugène Simon miêu tả năm 1910.